# Raül Córdoba
Raül Córdoba Jiménez (n. Barcelona; 24 de agosto de 1980) es un escritor y educador social español. 
Es conocido por ser uno de los autores de referencia en el contexto de las personas cuidadoras a partir de su obra La brújula del cuidador. Ha desarrollado su trayectoria profesional como educador con colectivos en riesgo de exclusión social dentro del ámbito de infancia y adolescencia, justicia juvenil y servicios sociales. 

## Biografía
Raül Córdoba nace el 24 de agosto de 1980. Durante su infancia y adolescencia reside en el municipio de Sardañola del Vallés.
Al finalizar sus estudios de Trabajo Social y Educación Social, y después de viajar a Granada, se queda tan prendado por la hermosura de esta ciudad que decide instalarse seis meses en un apartamento situado a los pies del barrio de Albaycín. Esta ciudad es testigo del despertar de sus tres grandes pasiones: las relaciones humanas, los viajes y la lectura. Durante su estancia en Granada colabora con la ONG Solidarios para el desarrollo en un proyecto con personas sin hogar.  
Al regresar a Barcelona, se especializa en el ámbito de infancia y adolescencia en riesgo de exclusión social. Trabaja en diferentes centros de justicia juvenil y centros de acogida de menores. A la vez, conoce la obra literaria de Alberto Vázquez-Figueroa, un autor cuyas novelas de ficción le despertarán un gran interés y con quien compartirá editorial años más tarde con la publicación de su obra Convivir no es de locos en Ediciones B.
En 2005, motivado por conocer nuevas culturas y lugares, viaja con la mochila durante ocho meses por treinta y seis ciudades de Argentina, Chile, Uruguay y Brasil. Este viaje cambiará el curso de su vida al conocer el lado más pobre de un continente castigado por las grandes desigualdades sociales. En sus Diarios de viaje, cuyos fragmentos aparecen en su obra Lo malo de morir de amor es que no te mueres, define este viaje como una visita al paraíso maldito: "Me siento como un nuevo Dante bajando a los infiernos de la mano de Virgilio. Cada país, cada ciudad, representa un nuevo nivel del inframundo que el viejo genio italiano describiera en su archiconocida Divina Comedia. En algunos lados es la pobreza, en otros la violencia, en algunos un cúmulo de miradas vacías, y en muchos otros un rostro marchito acompañado de unos pies descalzos". Sin duda, estas experiencias definirán el carácter social y humano de sus obras posteriores. 
En 2007, con la puesta en marcha de la Ley de Dependencia, se incorpora al equipo técnico de Servicios sociales de Parets del Vallès. Durante esta época trabaja directamente con los familiares de las personas dependientes. Organiza seminarios, conferencias y grupos de ayuda mutua para mejorar la calidad de vida de las personas cuidadoras.  Ante la falta de recursos y materiales didácticos para este colectivo, decide elaborar una guía práctica para los familiares. 
En 2009 realiza un viaje de seis meses por México, Cuba y Guatemala. Este viaje es el punto de partida del libro La brújula del cuidador. Raül Córdoba reflexiona acerca de sus vivencias en su etapa de Servicios sociales y escribe un libro dedicado al cuidado de las personas cuidadoras.
En septiembre de 2010 sale a la luz la obra La brújula del cuidador con Plataforma Editorial. En tan solo un trimestre encabeza la lista de libros más vendidos sobre esta temática, convirtiéndose en un éxito tanto en España como en América Latina. Simultáneamente crea el blog La Brújula del Cuidador, siendo nominado y galardonado con diferentes premios desde su inauguración. 
Durante los siguientes meses imparte cursos, seminarios y conferencias para centros de salud, asociaciones de familiares y equipos profesionales que cuidan a personas dependientes. Al mismo tiempo, sigue colaborando en diferentes proyectos educativos y sociales con la población más vulnerable.
En 2011, aparca todas sus actividades profesionales para realizar diversos viajes con la mochila. Son sus viajes más íntimos e introspectivos. Durante este periodo conocerá a personas que de algún modo u otro influirán en sus pensamientos y manera de entender la vida. 
A raíz de las relaciones que ha ido cultivando en el transcurso de sus viajes, en 2014 publica la obra Convivir no es de locos con Ediciones B. Una vez más vuelve a escribir sobre el lado más sensible y desconocido de la especie humana: el conocimiento de uno mismo y de los demás. Pasa poco tiempo para convencer a los críticos literarios y cosechar excelentes reseñas literarias. A partir de ese momento, retoma su labor como educador social en el ámbito de infancia y adolescencia, compaginando su práctica profesional con la docencia universitaria en la Facultad de Educación y Trabajo Social de la Universidad Ramon Llull.
En 2016, publica Vive tu sueño y no sueñes tu vida en coautoría con Raúl Romero. Por primera vez, en protesta por la política de los contratos de edición de las grandes editoriales con sus autores, decide autopublicarse su obra. Se trata de relatos cortos y reflexivos con fines solidarios. Es su obra más íntima y personal. En los cuatro primeros meses vende más de 2.000 ejemplares. En julio de 2016, después de negociar con Plataforma Editorial y Ediciones B, consigue recuperar los derechos de sus dos obras anteriores.  En septiembre de 2017, sale a la luz su primera novela Lo malo de morir de amor es que no te mueres. Una vez más vuelve a relucir la vertiente más humana y le da voz a los colectivos más vulnerables. A finales de 2017, publica en coautoría con Raúl Romero, Sí, arriésgate. Esa es siempre la respuesta. Un nuevo libro de relatos cortos y reflexivos. En la actualidad, gestiona la publicación y distribución de sus obras, convirtiéndose en uno de los autores independientes más leídos en España.

## Obras literarias
- La brújula del cuidador. Una hoja de ruta para personas cuidadoras (2010)
- Convivir no es de locos. El poder de las relaciones (2014)
- Vive tu sueño y no sueñes tu vida. Coautor con Raúl Romero (2016)
- Lo malo de morir de amor es que no te mueres (2017)
- Sí, arriésgate. Esa es siempre la respuesta. Coautor con Raúl Romero (2017)